# Galantský park
Galantský park je chráněný areál na území města Galanta v okrese Galanta v Trnavském kraji. Území bylo vyhlášeno v roce 1983 a jeho rozloha je 3,39 hektaru. Předmětem ochrany je historický park s výskytem starých hodnotných dřevin (největší zelená plocha ve městě). Dominantou parku je novogotický zámek Esterházyů.